# Konfucij
Konfucij ali Kong Fudzi (kitajščina 孔夫子; pinjin: Kǒng Fūzǐ, dobesedni pomen: učitelj/mojster Kong), pravo ime: Kong Čju 孔丘, je bil starokitajski filozof, avtor in politik. Njegovo mišljenje, znano kot konfucijanstvo, poudarja osebno in vladno moralo, pravilnost družbenih odnosov, pravičnost in iskrenost. Njegovi privrženci so se uspešno soočali s številnimi drugimi šolami v času Stotih šol miselnosti, pa so jih med dinastijo Čin zatrli v prid legalistov Po zmagi Hanov nad kraljestvom Džov so Konfucijeve misli dobile uradni pomen in se dalje razvijale v sistem, ki je na Zahodu znan kot neokonfucijanstvo, kasneje pa nov konfucijanizem (moderno neokonfucijanstvo) .
Konfucij je tradicionalno zaslužen za to, da je spisal ali uredil številna kitajska klasična besedila, med drugim vseh pet klasikov, vendar je sodobna znanost previdna, ko gre za njegovo avtorstvo. Aforizme v zvezi z njegovimi nauki so zbrali v Analektih, vendar šele mnogo let po njegovi smrti.
Konfucijeva načela so skladna s kitajsko tradicijo in prepričanjem. Zavzemal se je za močno zvestobo družini in za čaščenje prednikov; potomci naj spoštujejo starejše, žene naj spoštujejo svoje soproge, družina najbolj temelj idealni vladavini. Zavzemal se je dobro znano zlato pravilo: "Ne stori drugemu, kar ne bi želel, da drugi stori tebi". Je tudi tradicionalno božanstvo v taoizmu.
Konfucij je na splošno velja za enega najpomembnejših in najbolj vplivnih posameznikov, ki so oblikovali človeško zgodovino. Njegovo učenje in filozofija sta močno vplivala na ljudi po vsem svetu in ostaja dalje vplivna tudi danes.

## Ime
Ime "Konfucij" je latinizirana oblika imena v mandarinski kitajščini "Kǒng Fūzǐ" 孔夫子 , to je "Mojster Kong"), in so jo v poznem 16. stoletju skovali zgodnji jezuitski misijonarji na Kitajskem. Konfucijev klan je nosil ime "Kǒng" (孔 v stari kitajščini), njegovo rojstno ime pa je bilo "Čju" (丘). Njegovo "krovno ime", ki ga je dobil ob polnoletnosti in pod katerim so pa poznali vsi razen starejših družinskih članov, je bilo "Džongni" (仲尼), kar kaže, da je bil drugi sin v družini.

## Življenje

### Zgodnja leta
Mislijo, da se je Konfucij se je rodil 28. septembra, 551 pr. n. št., v okrožju Dzov (鄒邑) blizu današnjega mesta Čufu na Kitajskem. Območje je bilo navidezno pod nadzorom kraljev iz Dzova, vendar dejansko neodvisno in pod vlado krajevnih plemičev Lu. Njegov oče Kong He (ali Šuljang On) je bilo postarani komandant krajevnega garnizona Lu. Njegove prednike je mogoče skozi vojvode Song zasledovati do dinastije Šang, ki je bila pred Džov. Tradicionalni življenjepis Konfucija pravi, da se je stari oče Kong Heja z družino priselil v Lu iz Songa.
Kong He je umrl, ko je bil Konfucij star tri leta, kot otrok je ob svoji materi Jan Džengdzaj (顏徵在) odraščal v revščini. Mati mu je kasneje umrla, še ne stara 40 let. Star 19 let je poročil s Čiguan (亓官), ki mu je leto kasneje rodila prvega otroka, Kong Lija (孔鯉). Čiguan in Konfucij sta kasneje imela še dve hčerki, ena od njiju naj bi umrla že kot otrok.
Konfucija so izobraževali v šolah za navadne občane, kjer je vadil in se učil "lju jì" (六藝) (Šest umetnosti):.
Konfucij se je rodil v razredu Ši (士), katerega mesto je med aristokracijo in navadnimi občani. Pravijo, da je začetek svojih 20 let delal na različnih državnih delovnih mestih, kot računovodja in pastir ovc in konj, tako da je s prihodki lahko poskrbel za spodoben pokop matere, ko mu je umrla. Kot je to zahtevala tradicija, je Konfucij (star 23) po njeni smrti žaloval tri leta.

### Politična kariera
Za časa Konfucija je v državi Lu vladala vojvodska hiša. Podrejene vojvodu so bile tri aristokratske družine, katerih poglavarji so imeli grofovski naslov in dedne pravice do mest v birokraciji. Družina Dži je zasedala položaj "Ministra nad množicami", ki je bil tudi "Predsednik"; družina Meng položaj "Ministra za javna dela", družina Šu pa položaj "Ministra za vojsko". Pozimi 505 pr. n. št. je Jang Hu—podložnik družine Dži —zanetil upor in uporu in prevzel oblast nad družino Dži. Poleti 501 pr. n. št. pa so tri dedne družine uspele Jang Huja pregnati iz Lu. Dotlej si je Konfucij ustvaril velik ugled s svojimi nauki, klani pa so doumeli, kako pomembno je, da človek pravilno ravna in da je pravičen, če želi zvestobo legitimni vladi. Tako je tistega leta (501 pr. n. št.), Konfucij bil imenovan na manj pomembni položaj mestnega guvernerja. Kasneje se je povzpel na položaj Ministra za kazniva dejanja.
Konfucij je želel vojvodi vrniti avtoriteto, ki pripada državi, in je v ta namen dal podreti mestne utrdbe - trdnjave, ki so pripadale trem družinam. Konfucij pa se je zanašal samo na diplomacijo, saj vojaške oblasti ni imel. Leta 500 pr. n. št. se je Hov Fan - guverner Houja - uprl svojemu gospodu iz klana Šu. Čeprav sta klana Meng in Šu neuspešno oblegala Hovja, se je vladi zvesti podložnik, skupaj z ljudstvom Hov, uprl in prisilil Hov Fanja, da je pobegnil. Razmere so verjetno bile v prid Konfuciju, saj so mu verjetno omogočile, da skupaj s svojimi učenci prepriča plemiške družine, da odstranijo utrdbe okoli svojih mest. Končno jim je po letu in pol uspelo prepričati klan Šu, da je porušil okope okoli Hovja, družini Dži in Meng pa, da sta podrli utrdbe okoli mest Bi in Čeng. Najprej pa je klan Šu s svojo vojsko šel leta 498 pr. n. št. krenil pred svoje mesto in podrl utrdbe okoli njega.
Kmalu zatem se je podložnik družine Dži Gongšan Furao (znan tudi kot Gongšan Bunju) uprl in prevzel nadzor nad silami pri Bi. Takoj je šel v napad in vdrl v prestolnico Lu. Gongšan se je že pred tem obrnil na Konfucija, da naj se mu pridruži. Konfucij je pozdravil možnost, da postavi svoje principe na preizkušnjo, vendar je okleval in so nazadnje ideji odpovedal. Nasilne prevrate je sicer zavračal, čeprav je klan Dži prejšnjega vojvodo izgnal in že več rodov dolgo nasilno vladal. Creel (1949) navaja, da je Gongšan, drugače kot uporniški Jang Hu pred njim, morda nameraval tri dedne klane izkoreniniti in nato obnoviti oblast vojvode. Vendar pa Dubs (1946) meni, da je graščak Dži Huan Gongšana spodbujal k napadu na prestolnico Lu, da ne bi prišlo do izgube utrdb okoli mesta, . Ne glede na to, kakšne so bile razmere, je Gongšan veljal za pokončnega človeka, ki je še naprej branil državo Lu, tudi potem, ko je bil prisiljen pobegniti.
V času upora, ki ga je zanetil Gongšan, je Džong Jovu uspelo vojvodo in tri vikonte zadržati skupaj na dvoru. Džong Jov je bil eden od Konfucijevih učencev, Konfucij pa mu je poskrbel pri klanu Dži položaj guvernerja. Ko je Konfucij zvedel za napad, je zahteval, da graščak Dži Huan dovoli vojvodi in njegovemu dvoru, da se umaknejo v trdnjavo znotraj njegove palače. Vodje treh družin in vojvoda so se nato umaknili v palačo Dži. Konfucij je ukazal dvema uradnikoma, da vodita napad proti upornikom. Vsaj eden od obeh je bil privrženec družine Dži, vendar se ukazom v prisotnosti vojvode, knezov in dvora nista mogla upreti. Upornike so zasledovali in porazili. Takoj po tem, ko so upor zadušili, je družina Dži do tal porušila obzidje mesta Bi.
Napadalci so se umaknili, ko so doumeli, da bodo v nasprotnem primeru postali uporniki proti državi in svojemu vladarju. Konfucij je dosegel, da so se uradniki Bi nehote uprli svojemu vladarju in tako graščaka Dži Huana prisilili, da podre ozidje okoli Bi (ki bi sicer ščitilo upornike), saj bi drugače bil kriv za dogodke, ki niso v skladu s pravilnim vedenjem in ravnanjem uradnika. Dubs (1949) misli, da je dogodek razkril Konfucijevo daljnovidnost, občutek za praktično politiko in za človeški značaj.
Ko je prišel čas, da se podre zidine klana Meng, guverner to ni bil voljan storiti in je tudi prepričal vodjo klana Meng, da obzidja ne podre. Dzuodžuan se spominja, da je guverner svetoval, naj obzidja ne podirajo, ker bi država Či za Čenga tako postala nevarna in bi lahko uničila klan Meng. Čeprav je graščak Meng Dži dal besedo, da se ne bo vmešaval, je dano obljubo, da bo zidove podrl, snedel.
Kasneje leta 498 pr. n. št. je vojvoda Ding sam z vojsko šel nad Čeng, da poruši obzidje, kar pa mu ni uspelo. Konfucij tako s svojimi idealističnimi reformami, s katerimi je želel obnoviti legitimno vladavino vojvode, ni uspel. V državi si je zaradi dotedanjih uspehov zaradi tega ustvaril močne sovražnike, med njimi zlasti graščaka Dži Huana. Po zapisih Dzuodžuana in Šija, je Konfucij zapustil svojo domovino leta 497 pr. n. št. zaradi neuspešnih poskusov, podreti obzidja okoli mest klanov Dži, Meng in Šu. Zapustil je državo Lu, ne da bi odstopil, ostal v je izgnanstvu in dokler je bil graščak Dži Huan živ, se ni mogel vrniti.

### Izgnanstvo
Šidži piše, da je državo Či skrbelo, da bo sosed Lu postal preveč močan, če bo Konfucij vpleten v vladanje države Lu. Kot pravijo ta poročila, se je Či odločil, da vojvodi Lu pošlje 100 dobrih konj in 80 lepih plesalk, da bi tako sabotiral Luove reforme. Vojvoda se je predal užitkom in tri dni ni opravljal uradnih dolžnosti. Konfucij je bil razočaran in odločil se je, da Lu zapusti in si poišče boljše prilike, vendar bi takojšnji odhod obrnil pozornost na neprimerno vedenje vojvode in s tem javno ponižal vladarja, ki mu je Konfucij služil. Konfucij je zato čakal, da vojvoda naredi kako manjšo napako. Kmalu zatem vojvoda iz nemarnost Konfuciju ni poslal del žrtvenega mesa, do katerega je po običajih imel pravico, kar je Konfucij izrabil za to, da zapusti tako svoj položaj kot tudi državo Lu.
Po svojem odstopu je Konfucija čakalo dolgo potovanje ali vrsta potovanj po mestnih državah severovzhodne in osrednje Kitajske, kot so Vej, Song, Dženg, Cao, Ču, Či, Čen in Caj (in Džin, ki mu ga ni uspelo obiskati). Na dvorih teh držav je zagovarjal svoja politična prepričanja, vendar mu jih ni uspelo uresničiti.

### Povratek domov
Kot pravi Dzuodžuan, se je Konfucij vrnil domov v rodni Lu, star 68 let, na povabilo Dži Kangdzi, glavnega ministra države Lu. Analekti opisujejo, kako je zadnja leta poučeval 72 - 77 učencev in posredoval staro modrost s pomočjo vrste besedil, imenovanih Pet klasikov .
Med povratkom v Lu je Konfucij v Luu državnim uradnikom, med drugim Dži Kangdziju, sem in tja svetoval o zadevah, ki so se tikale z uprave in kriminala.
Obremenjen z izgubo sina in svojih najljubših učencev, je umrl naravne smrti v starosti 71 ali 72 let. Pokopan je na pokopališču Kong Lin, ki leži v zgodovinskem delu mesta Čufu v provinci Šandong. Prvotni grob, postavljen v spomin Konfuciju na bregu reke Sišui, je imel obliko sekire. Na sprednji strani spomenika je dvignjena opečna ploščad za darila, kot so kadilo iz sandalovine in sadje.

## Filozofija
Kljub temu, da konfucianizem na Kitajskem pogosto obravnavajo versko, mnogi trdijo, da so njegove vrednote sekularne in da gre zato manj za religijo kot za sekularno moralo. Zagovorniki trdijo, da kljub svoji sekularni naravi konfucijanski nauk temelji na religioznem pogledu na svet. Konfucijanstvo razpravlja o elementih posmrtnega življenja in o pogledih na nebesa, vendar ga nekatera duhovna vprašanja, kot narava duše, kaj posebno ne zanimajo. Za Konfucija pravijo, da je verjel v astrologijo: "Nebesa pošiljajo svoje dobre ali zlobne sle in moder človek dela v skladu z njimi".
V Analektih se Konfucij predstavlja kot "posrednik, ki ni izumil ničesar". Največ pozornosti namenja pomembnosti študija, prvi znak v besedilu je kitajski znak za študij ( 學 ). Daleč od tega, da bi poskušal zgraditi sistematično ali formalistično teorijo, je želel, da bi njegovi učenci obvladali in doumeli starejše klasike, tako da bi jim globoko mišljenje in temeljit študij omogočila povezati moralne probleme sedanjosti s preteklimi političnimi dogodki (kot so opisani v Analih) ali pretekle izraze čustev navadnih ljudi in z razmišljanjem plemstva (kot v pesmih knjige od ).

### Etika
Eno od najglobljih naukov Konfucija je lahko bila prevlada osebne vzornosti nad izrecnimi pravili vedenja. Njegova moralna učenja so poudarjala samo-vzgojo, posnemanje moralnih vzorcev in iskanje zrele presoje, ne pa poznavanje pravil. Konfucijsko etiko je torej mogoče obravnavati kot obliko etike vrlin. Njegova učenja se redko naslanjajo na premišljene argumente, etični ideali in metode se posredujejo posredno, z aluzijo, namigovanjem, če ne celo s tautologijo. Da razumemo njegova učenja, potrebujemo premislek in kontekst. Dober primer je tale slavna anekdota: 
廄焚。子退朝，曰：“傷人乎？” 不問馬。
Ko so hlevi pogoreli, je Konfucij po povratku z dvora rekel: "Je bil kdo ranjen?" Za konje ni vprašal.
Analecta X.11 (tr. Valej ), 10–13 (tr. Legge ) ali X-17 (tr. Lau )
O konjih Konfucij ni spraševal zato, ker je modremu človek več vreden kot pa lastnina; bralci naj bi premišljevali o tem, ali njihov odziv sledi Konfuciju, in si prizadevali poboljšati se, če ne. Konfucij ne deluje kot vsemogočno božanstvo ali vsesplošno resničen nabor abstraktnih načel, temveč kot skrajni vzor drugim. Iz teh razlogov po mnenju mnogih komentatorjev Konfucijev nauk pomeni kitajsko obliko humanizma .
Med njegovimi nauki je različica zlatega pravila, ki ga, izraženega kot zanikanje, imenujejo "srebrno pravilo" :
己所不欲，勿施於人。
"Kar sebi samemu ne želiš, ne delaj drugim."
子貢問曰：“有一言而可以終身行之者乎？”子曰：“其恕乎！己所不欲、勿施於人。”
Zi Gong [učenec] je vprašal: "Ali obstaja ena sama beseda, ki bi lahko vodila človeka skozi vse življenje?" 
Mojster je odgovoril: "Recimo 'vzajemnost'? Nikoli ne vsiljuj drugemu, česar ne bi izbral zase.
Analecta XV.24, tr. David Hinton
Pogosto prezrte v etiki Konfucija so kreposti. ki se tičejo nas samih: iskrenost in skrb za znanje. Plemenitost do drugih se začne s plemenito in iskreno mislijo, katere začetek je znanje. Učinkovito širjenje znanja je dovzetno za korupcijo in krepostno dejanje brez iskrenosti v bistvu ni pošteno. Skrbeti za znanje in iskrenost je tudi pomembno za nas same; človek, ki vidi malo dlje kot do svojega nosa, ceni učenje zaradi učenja in pravičnost zaradi pravičnosti.
Konfucijeva teorija etike, katere primer je lǐ (禮). temelji na treh pomembnih konceptualnih vidikih življenja: (a) na slovesnostih, ki so povezane z žrtvami prednikom in raznovrstnim božanstvom, (b) na družbenih in političnih ustanovah, in (c) na pravilih za vsakdanje lepo vedenje. Verjelo se je, da lǐ izvira iz nebes, za Konfucija pa je bil poudarek na modrih ljudeh, ki so tekom zgodovine človeštva razvijali lǐ. Njegove razprave o lǐ kot da opisujejo pojem kot zaporedje korakov, ki je vodilo človeštvo do idealne družbe, manj kot enostavna pravila, ki so kot kak kanon za ceremonije.
V zgodnji konfucijanski tradiciji lǐ pomeni v pravem trenutku ravnati pravilno, najti ravnovesje med spoštovanjem obstoječim norm, da se ohrani etično struktura družbe, in njih kršenjem, da bi ljudje ravnali etično dobro. Usposabljanje v Lǐ preteklih modrecev goji v ljudeh vrline, med drugim etično presojo o tem, kdaj je treba Lǐ prilagoditi glede na kontekste situacije.
V konfucianizmu je koncept li tesno povezan z Dži (義), ki temelji na ideji vzajemnosti. Dži se lahko prevede kot pravičnost, čeprav lahko pomeni samo tisto, kar je v določenem kontekstu etično najboljše. Nasprotna pomenu izraza so dejanja, storjena iz lastnih interesov. Čeprav slediti samosvojim interesom ni nujno slabo, je človek boljša, pravičnejša oseba, če bi svoje življenje temelji na poti, ki podpre večje dobro. Tako je izid jìja delati pravo stvar iz pravega razloga.
Prav tako kot je dejanje po Lǐ treba prilagoditi tako, da odgovarja težnjam po Dži, je Dži je povezan z osrednjo vrednoto ren (仁). Rén sestavlja petih osnovnih vrlin: resnost, velikodušnost, iskrenost, marljivost in prijaznost. Rén je vrlina, do popolnosti izpolnjujemo odgovornostd o drugih; najpogosteje jo prevajajo kot "dobrohotnost" ali "humanost"; Za nekatere je "Dobrota" (z veliko začetnico), opisovali so jo tudi kot "avtoritativnost" in "nesebičnost". Konfucijev moralni sistem je temeljil na empatiji in razumevanju drugih, ne pa na božansko urejenih pravilih. Razvijati svoje spontane odzive na rén, da se za svoja dejanja odločimo intuitivno, je bilo celo bolje kot živeti po pravilih jì. Konfucij trdi, da je krepost nekje vmes med skrajnostmi. Tako pravilno velikodušna oseba ne daje ne preveč in ne premalo. - temveč pravilno količino 

### Politika
Konfucijeva politična misel temelji na njegovi etični misli. Zagovarjal je mnenje je, da je najboljša tista vlada, ki vlada s pomočjo »obredov« (lǐ ) in naravne morale ljudi, in ne z uporabo podkupovanja in prisile. Pojasnil je, da je to eden najpomembnejših analektov: "Če naj ljudi vodijo zakoni, enovitost pa naj bi dosegli kot posledico kazni, se bodo poskušali izogniti kaznovanju, vendar brez občutka sramote. Če pa jih vodi vrlina, enovitost pa naj bi dosegli po pravilih dostojnosti, bodo doživeli občutek sramu in še več, postali bodo dobri. " v Velikem učenju (大學). Ta "občutek sramu" je internalizacija dolžnosti, do kazni pride pred zlim dejanjem, ne pa kot posledice zakonov kot v legalizmu.
Konfucij je nostalgično gledal na pretekle dni in pozval Kitajce, zlasti tiste s politično močjo, da se zgledujejo na prejšnjih primerih. V časih razkosanosti, kaosa in neskončnih vojn med fevdalnimi državami je hotel obnoviti nebeški mandat ( 天命), ki bi lahko združil "svet" ( 天下 , "vse pod nebom") in dal ljudem mir in blaginjo. Ker je njegova vizija osebnih in družbenih izpopolnjenosti temeljila na oživetju urejene družbe v preteklosti, so Konfucija pogosto obravnavali kot velikega zagovornika konservativizma, toda malo globlji razmislek njegovih predlogov pogosto kaže, da je uporabil (in morda izkrivil) norme in obrede iz preteklosti za svoje lastne politične cilje: za oživitev enotne kraljeve države, katere vladarji bi prišli na oblast zaradi svojih moralnih zaslug, ne pa zaradi svojega izvora. To bi bili vladarji, predani svojemu ljudstvu, ki bi si prizadevali za popolnost sebe samega in družbe; tak vladar bi širil svoje vrline med ljudi, namesto da bi jim z zakoni in pravili vsiljeval, kako se morajo vesti.
Konfucij ni verjel v koncept "demokracije", ki je sam po sebi atenski koncept in v starodavni Kitajski nepoznan, vendar ga je mogoče razlagati s pomočjo Konfucijevih načel, ki posameznikom ne priporočajo, da bi za vladanje volili svoje politične voditelje, ali da bi skušali sami sebi vladati. Izrazil je bojazen, da ljudem primanjkuje pameti za odločitve, da po njegovem mnenju niso vsi ustvarjeni enako in tako nimajo pravice do samouprave.
Četudi je podpiral idejo vlade v rokah krepostnega kralja, so njegove ideje vsebovale številne elemente, ki so moč vladarja omejevale. Zavzemal se je za to, da izrečena beseda govori resnico, poštenost pa je bila ključnega pomena. Tudi izraz obraza mora vedno govoriti resnico. Konfucij je verjel, da če vladar pravilno vodi, z dejanji, da so v tem primeru ukazi nepotrebni, saj bi ljudje pravilnim dejanjem svojega vladarja sledili. V razpravi o razmerju med kraljem in njegovim podanikom (ali očetom in njegovim sinom) je poudaril potrebo po spoštovanju nadrejenih. To je pomenilo, da se od podrejenih zahteva, da se na svoje nadrejene obrnejo z nasvetom, če se jim zdi, da je njim nadrejeni ukrepal napačno. Konfucij je verjel v vladanje s pomočjo zgleda, pravilno vodenje ne potrebuje prisilnih ukazov ali kazni.

## Zapuščina
Konfucijeve nauke so pozneje njegovi številni učenci in privrženci spremenili v podroben sklop pravil in praks, ki so njegovo učenje organizirali v Analekta. Konfucijevi učenci in njegov edini vnuk Dzisi so po smrti nadaljevali filozofsko šolo. Ta prizadevanja so širila konfucijanske ideale med učence, ki so potem postali uradniki na mnogih kraljevskih sodiščih na Kitajskem, s čimer je konfucijanstvo doživeli prvi obširen preizkus svoje dogme .
Dva od najbolj znanih Konfucijevih poznejših naslednikov sta poudarila radikalno različne vidike njegovih naukov. V stoletjih po njegovi smrti, sta tako Mencij (孟子) kot Šun Kuang (荀子) zgradila pomembna nauka, ki oba na različne načine razčlenita temeljne ideje, povezane s Konfucijem. Mencij (4. stoletje pr. n. Št.) je v prirojeni dobroti človeka videl vir etičnih intuicij, ki ljudi usmerjajo k rén, džì in lǐ; po drugi strani je Šun Kuang (3. stoletje pr. n. Št.) poudaril realistične in materialistične vidike konfucijske misli, poudarjajoč, da je moralnost v družbo uvedla tradicija, v posameznike pa vzgoja. Sčasoma so njuna pisanja, skupaj z analekti in drugimi temeljnimi besedili, postala filozofski korpus konfucijanstva.
Ob tej preusmeritvi konfucijanske misli je prišlo vzporedno do razvoja legalizma, ki v pokornost sina vidi lasten interes, ne pa koristno orodje za vladarja, ki ustvarja učinkovito državo. Nesoglasje med tema političnima filozofijama je prišlo na dan leta 223 pr. N. Št., ko je država Čin osvojila celotno Kitajsko. Li Si, predsednik dinastije Čin, je Čin Ši Huang prepričal, da ne posluša priporočila konfucijancev o delitvi fevdov, podobno kot je to storila dinastija Džov pred njimi; menil je, da priporočila nasprotujejo zakoniti ideji centralizacije države okoli vladarja. Ko so konfucijanski svetovalci vztrajali pri svojih priporočilih, je Li Si dal številne konfucijanske učenjake pobiti, njihove knjige pa sežgati - kar je pomenilo velik udarec filozofiji in kitajski štipendiji.
Konfucijanske ideje so v dinastijah Han in Tang, ki so sledile, postale vse bolj razširjene. Pod cesarjem Vu, sedmim vladarjem dinastije Han, so dela Konfucija postala uradna cesarsko filozofija cesarstva in obvezno čtivo na izpitih za državne službe leta 140 pred našim štetjem in od tedaj skoraj brez prekinitev do konca 19. stoletja. Ko je v obdobju Han monizem izgubil podporo, so bili glavni filozofski kandidati legalizem, ki ga je konfucijanska misel v določeni meri prevzela, in nauki Laodzija (katerih osredotočenost na pretežno duhovne ideje ga je zadržala iz neposrednega konflikta s konfucijanstvom) ter nova budistična vera, ki je v času južne in severne dinastije dobivala vse več vernikov. Dinastija Ming in celo dinastija Juan sta se zanašali tako na konfucijansko misel kot tudi konfucijansko usposobljene uslužbence, čeprav Kublaj Kan ni zaupal izročiti jim nadzor nad provincami.
V času dinastije Song je učenjak Džu Ši (1130–1200 AD) v konfucijanstvo dodal ideje taoizma in budizma. Džu Ši za življenja ni naletel na odziv, toda nedolgo po njegovi smrti so njegove misli postale novi ortodoksni pogled na to, kaj ko besede Konfucija dejansko pomenijo. Sodobni zgodovinarji menijo, da je Džu Ši ustvaril nekaj povsem drugega in imenujejo njegov način razmišljanja neokonfucijanstvo. Neokonfucijanstvo je do 19. stoletja vladalo na Kitajskem, Japonskem, v Koreji in Vietnamu. 
Konfucijeva dela so jezuitski misijonarji prvič prevedli v evropske jezike v 16. stoletju, v času pozne dinastije Ming. Prvi znani korak je naredil Michele Ruggieri, ki se je leta 1588 vrnil v Italijo in med bivanjem v Salernu nadaljeval s prevodi. Matteo Ricci je začel poročati o misli Konfucija in skupina jezuitov - Prospero Intorcetta, Philippe Couplet in še dva druga - pa je leta 1687 v Parizu objavila prevod več konfucijanskih del in pregled kitajske zgodovine. François Noël, potem ko ni uspel prepričati Klemna XI., da kitajsko čaščenje prednikov in Konfucija ne predstavlja malikovanja, je konfucijski kanon v Pragi dokončal leta 1711 z več znanstvenimi obravnavami drugih del in prvim prevodom zbranih del Mencija. Ta dela so imela velik pomen za evropske mislece tega obdobja, zlasti za deiste in druge filozofske skupine razsvetljencev, ki jih je zanimala vgradnja Konfucijevega moralnega sistema v zahodno civilizacijo.
Dandanes konfucijanska gibanja, kot je novi konfucianizem, še vedno obstajajo, toda med kulturno revolucijo so konfucijanstvo vodilne osebnosti komunistične partije na Kitajskem pogosto napadale. Šlo je deloma za nadaljnje obsodbe konfucianizma ob začetku 20. stoletja, ko so intelektualci in aktivisti v konfucianizmu videli vzrok za etnocentrično ozkosrčnost in odpor dinastije Čing proti posodobitvam, ki so vodile do tragedij, ki so prizadele Kitajsko v 19. stoletju.
Konfucijeva dela preučujejo znanstveniki v mnogih drugih azijskih državah, zlasti v deželah kitajske kulturne sfere, kot so Koreja, Japonska in Vietnam. Mnoge od teh držav še vedno vsako leto prirejajo tradicionalno spominsko slovesnost.
Ahmadija muslimanska skupnost verjame, da je bil Konfucij Božji prerok, kakor tudi Laodzi in druge ugledne kitajske osebnosti.
Asteroid 7853 so imenovali "Konfucij" po kitajskem mislecu.

### Učenci
Konfucij je začel poučevati, ko je dopolnil 30 let, in je v svojem življenju poučeval več kot 3.000 študentov, od katerih se za 70 ceni, da so izjemni. Njegovi učenci in zgodnja konfucijanska skupnost, ki so jo oblikovali, so postali najbolj vplivna intelektualna sila v obdobju Vojskujočih držav. Zgodovinar dinastije Han Sima Čjan je v svojih zapisih Velikega zgodovinarja posvetil poglavje življenjepisom Konfucijevih učencev, upoštevajoč pri tem vpliv, ki so ga imeli za svojega življenja in pozneje. Sima Čjan omenja 77 učencev v svoji kolektivnem življenjepisu, medtem ko je Kongdzi Dziaju, še en zgodnji vir, navedel 76, ki se ne prekrivajo popolnoma. Oba izvora skupaj navajata 96 učencev. 22 od njih je navedenih v Analektih, pri Menciju pa 24.
Konfucij ni zahteval nobene šolnine, temveč morebitnega študenta samo prosil za simbolično darilo v obliki zavitka suhega mesa. Njegov učenec Dzigong je povedal, da je njegov učitelj učil študente, kot zdravniki zdravijo bolnike in da nikogar ni odvrnil. Večina jih je prišla iz Lu, Konfucijeve domače države, 43 jih je znanih, vendar je sprejemal učence iz vse Kitajske, šest iz države Vej (kot na primer Dzigonga), tri iz Čina, dva iz Čen in Či, in po enega iz Caj, Ču in Song. Za Konfucija je bilo osebno ozadje njegovih učencev nepomembno, vzel je v uk plemiče, navadne ljudi in celo nekdanje kriminalce, kot sta bila Jan Džuoju in Gongje Čang. Njegovi učenci iz bogatejših družin so plačali kot ritualni dar znesek, ki je bil sorazmeren njihovemu premoženju bogastvom. 
Konfucijev najljubši učenec je bil Jan Hui, najverjetneje eden najbolj revnih med njimi. Sima Nju, drugače kot Jan Hui, je izviral iz dedne plemiške družine iz države Song. Pod vplivom Konfucijevih naukov so se učenci dobro seznanili z načeli in metodami vladanja. S svojimi učenci je pogosto razpravljal in debatiral, dajal je velik pomen študiju zgodovine, poezije in obreda. Konfucij se je zavzemal za zvestobo načelom in ne posamezniku, do sprememb naj pride s prepričevanjem in ne z nasiljem. Čeprav je Konfucij aristokracijo obsojal zaradi njenega ravnanja, je po drugi strani aristokracijo verjetno privlačila možnost, dobiti zaupanja vredne uradnike, šolane v vprašanjih morale, kot so to okoliščine tega časa zahtevale. Dejansko je učenec Dzilu celo umrl, ko je branil svojega vladarja v Veju.
Jang Hu, podrejen družini Dži, je imel od 505 do 502 v oblasti kraljestvo Lu, pri tem je skušal celo zanetiti državni udar. Verjetno so zaradi tega kasneje imenovali prve učence Konfucija na vladne položaje. Nekaj Konfucijevih učencev se je dokopalo do pomembnih položajev, za nekatere od njih je poskrbel Konfucij. Ko je bil Konfucij star 50 let, je družina Dži utrdila svojo moč nad vladajočo vojvodsko hišo države Lu. Kljub temu da je družina Dži imela navade, s katerimi se Konfucij ni strinjal in zavračal, je Konfucijevim učencem nudila številne možnosti za zaposlitev. Konfucij je dalje opominjal svoje učence, da ostanejo zvesti svojim načelom, in odslovil vse, ki tega niso storili, pri tem pa je ostal odkrito kritičen do družine Dži.

### Portreti
Na voljo ni nobene podobe ali kipa Konfucija za časa njegovega življenja in šele v času dinastije Han so ga začeli upodabljati.. Rezbarije pogosto prikazujejo njegovo legendarno srečanje z Laodzijem. Od tedaj ga je veliko veliko portretov slikalo kot idealnega filozofa. Najstarejši znani portret Konfucija so našli v grobu vladarja dinastije Han, markiza Hajhuna (umrl 59 pr. N. Št.). Slika je bila na lesenem okvirju, naslikana v polirano bronasto ogledalo.
V prejšnjih časih je v Konfucijevih templjih običajno visela njegova slika; med vlado cesarja Hongvu (Tajdzu) iz dinastije Ming pa so odločili, da sme edini pravi portret Konfucija viseti v templju v njegovem domačem kraju, Čufu v Šandongu. V drugih templjih je Konfucij predstavljen s spominsko ploščo. Kitajska fundacija Konfucij je leta 2006 naročila standardno podobo Konfucija, ki temelji na sliki iz dinastije Tang Vu Daodzija .
Friz na južni steni sodne dvorane vrhovnega sodišča ZDA prikazuje Konfucija kot učitelja harmonije, učenja in vrline.

### Spomeniki
Čufu, njegov domači kraj, je kmalu po Konfucijevi smrti postal kraj pobožnosti in spominov. Še vedno je med glavnimi cilji kulturnega turizma in veliko ljudi obišče njegov grob in okoliške templje. V kitajskih okoljih je najti veliko templjev s kipi Bude, Laodzija in Konfucija. Tudi Konfuciju samemu je posvečenih veliko templjev, ki so se uporabljali za konfucijanske slovesnosti.
Privrženci konfucianizma po tradiciji vsako leto, na rojstni dan Konfucija, priredijo spektakularne slovesnosti v spomin Konfuciju (祭孔) in po obredih, ki naj bi izvirali iz Čou Li (周禮), kot jih je zapisal Konfucij. V 20. stoletju so to tradicijo več desetletij v celinski Kitajski zatirali; uradno stališče Komunistične partije in države je bilo, da Konfucij in konfucianizem zastopata reakcionarno fevdalno prepričanje, da je podrejenost ljudi aristokraciji del naravnega reda. Vse takšne slovesnosti in obredi so bili zato prepovedali. Šele po devetdesetih letih se je slovesnost ponovno nadaljevala. Ker zdaj velja, da gre za čaščenje kitajske preteklosti in kitajskih tradicij, lahko pri njej sodelujejo celo člani komunistične partije.
Na otoku Tajvan, kjer je nacionalistična stranka (Kuomintang) močno zastopala konfucijska prepričanja o etiki in vedenju, je vlada tradicijo ves čas podpirala, tako da so se slovesnosti v spomin Konfucija (祭孔) nadaljevale brez prekinitev. Čeprav ni državni praznik, se pojavlja na vseh tiskanih koledarjih, tako kot Božič v zahodnem svetu.
V Južni Koreji se na konfucijskih akademijah po vsej državi in na Sungkjunkvan v Seulu dvakrat letno, na Konfucijev rojstni dan in na obletnico njegove smrti, opravlja spominska slovesnost, imenovana Seokjeon Daeje.

### Potomci
Potomstvo Konfucija, to je družina Kong, ima dandanes najdaljši zabeleženi rodovnik na svetu. Družinsko drevo očeta do sina je zdaj že v 83. generaciji . Šlo naj bi za več kot 2 milijona znanih in registriranih potomcev, Od katerih jih nekaj deset tisoč živi zunaj Kitajske. V 14. stoletju se je eden od Kongov preselil v Korejo, kjer danes živi približno 34.000 Konfucijevih potomcev. Eden glavnih rodov je med kitajsko državljansko vojno v štiridesetih letih dvajsetega stoletja pobegnil iz Čufu in se konec koncev naselil na Tajvanu. Obstajajo tudi veje družine Kong, ki so po poroki z muslimankami prešle v islam, na primer v mestu Daouan v provinci Gansu v 1800-ih  in leta 1715 v mestu Ksuanvej v provinci Junan. Številni muslimanski potomci Konfucija so potomci poroke leta 1480 med muslimanko Ma Jiaga (马甲 尕) in Kongom Janrong (孔彦嵘) potomcem Konfucija v 59. generaciji; najti jih je med narodi Hui in Dongdzjang.